# Ted N. C. Wilson
Ted N.C. Wilson (Takoma Park, Maryland, 10 de mayo de 1950) es un Pastor de la Iglesia Adventista del Séptimo Día y desempeñó el cargo de presidente de la Asociación General de los Adventistas del Séptimo Día desde el año 2010-2025,  mundial para el período 2010-2015, y reelecto para el periodo 2015-2020..    
Fue elegido como uno de los vicepresidentes generales de la Iglesia Adventista en el 2000 durante la Conferencia General de la Asociación en Toronto. Sus 36 años de servicios denominacionales incluyen los puestos administrativos y ejecutivos en los Estados Unidos del Atlántico Medio, África y Rusia. 

## Vida personal
Wilson está casado con Nancy Louise Wilson Vollmer, fisioterapeuta.  tiene tres hijas. Wilson es el hijo del expresidente de la Asociación General Neal C. Wilson, quien se desempeñó en el cargo desde 1979 hasta 1990. 

Hoy Nancy y yo tuvimos el privilegio de visitar la Iglesia de la Universidad de Loma Linda en California. ¡Esta iglesia es un lugar especial para nosotros porque fue donde nos conocimos! Nancy estaba sentada en el banco con su abuela cuando entré con una señora mayor que necesitaba que la llevaran a la iglesia. Resultó que había un espacio libre justo al lado de Nancy y su abuela, así que nos sentamos junto a ellas. Su abuela conocía a mi familia y le susurró a Nancy que nos presentaría más tarde. Después nos quedamos en el vestíbulo de la iglesia y hablamos durante un largo rato. Finalmente tuvimos que irnos porque estaban cerrando la iglesia. ¡Ese fue sólo el comienzo de nuestro maravilloso viaje juntos! La iglesia es un gran lugar para conocer a tu futuro cónyuge. ¡La recomendamos encarecidamente! PD: Cumpliremos 48 años de casados en septiembre.
Ted N. C. Wilson, 15 de abril de 2023

## Liderazgo en la Iglesia Adventista del Séptimo Día
Wilson comenzó su carrera en la iglesia como pastor en 1974 en la iglesia Mayor de la Asociación de Nueva York. Trabajó como asistente de dirección y luego como director de Ministerios Metropolitanos existentes desde 1976 hasta 1981. Luego pasó a servir en la iglesia a, la División de África-Océano Índico, con sede en Abiyán, Costa de Marfil, hasta 1990. Allí sirvió como director de departamento y después como secretario ejecutivo.
También sirvió durante 2 años en la sede central de la iglesia en Silver Spring, Maryland, Estados Unidos, como secretario asociado antes de aceptar el cargo de presidente de la División Euroasiática de la iglesia en Moscú, Rusia, entre 1992 y 1996. Wilson luego regresó a Estados Unidos para servir como presidente de la Review and Herald Publishing Association en Hagerstown, Maryland, hasta su elección como vicepresidente de la Asociación General en el año 2000. 
Como ministro ordenado, Wilson tiene un doctorado en educación religiosa de la Universidad de Nueva York, una Maestría en Divinidad de la Universidad Andrews y una maestría en ciencias de la salud pública de la Facultad de Salud Pública de la Universidad de Loma Linda, California.
En la sesión de 2010 de la Asociación General, Wilson enfatizó la necesidad del pueblo adventista de volver a las Sagradas Escrituras y afirmó la fuerte creencia en Ellen G. White.

## Su postura frente a la evolución
Wilson ha afirmado que los adventistas del Séptimo Día deberían rechazar la evolución, y estar a favor de una interpretación literal de 6 días de creación. Wilson recomienda que los profesores o pastores adventistas que trabajan en centros Adventistas deberían dimitir si quieren enseñar evolución biológica o la evolución teísta, ya que su postura acerca de la evolución es contraria a lo que la Biblia enseña. Con respecto al rol de la evolución en la ciencia, Wilson ha dicho que la evolución no es una ciencia, sino que es un tipo de espiritismo y una religión falsa.

## Punto de vista sobre el movimiento de formación espiritual
El movimiento de formación espiritual se caracteriza por elementos como la oración contemplativa, la espiritualidad contemplativa y el misticismo cristiano. En su sermón de apertura de julio de 2010, Wilson dijo:
Mantente alejado de las disciplinas espirituales no bíblicas o los métodos de formación espiritual que están arraigados en el misticismo, como la oración contemplativa, la oración centrada y el movimiento de la iglesia emergente en el que se promueven.
En cambio, dijo, los creyentes deberían "buscar dentro de la Iglesia Adventista del Séptimo Día, pastores humildes, evangelistas, eruditos bíblicos, líderes y directores departamentales que puedan proporcionar métodos y programas evangelísticos que estén basados en principios bíblicos sólidos y el tema del Gran Conflicto."
Él, junto con otros (como el pastor adventista jubilado Rick Howard), describió los peligros de la formación espiritual a la atención de la iglesia adventista. Muchos otros adventistas, como los pastores Hal Mayer y Derek Morris, también expresaron su preocupación. El periódico oficial de la iglesia, Adventist Review, publicó artículos que describen los efectos del espiritismo que llega a la Iglesia cristiana a través de las enseñanzas de la formación espiritual. Howard escribió el libro The Omega Rebellion, en el que advirtió sobre los peligros asociados con el movimiento de la “iglesia emergente”. Identificó las enseñanzas de la formación espiritual, la oración contemplativa, la espiritualidad posmoderna, la meditación impregnada de misticismo oriental como peligrosa.
También se advirtió a los miembros de la iglesia que utilicen el discernimiento en los estilos de adoración: "Use prácticas de adoración y música centradas en Cristo y basadas en la Biblia en los servicios de la iglesia", dijo Wilson. "Si bien entendemos que los cultos y los cultos de adoración varían en todo el mundo, no retroceda a entornos paganos confusos donde la música y la adoración se centran tanto en la emoción y la experiencia que pierde el enfoque central en la Palabra de Dios. Sin embargo, toda la adoración simple o compleja debe hacer una cosa y sólo una cosa: ensalzar a Cristo y abatir el yo ".

## Punto de vista sobre la teología de última generación
El Pastor Ted Wilson es un partidario de las creencias adventistas tradicionales (como las del tema del Conflicto de los Siglos) que informan la Teología de la Última Generación. Presentó los principios del LGT (Last Generation Theology), en su primer discurso en la 59ª sesión de la Conferencia General en Atlanta el 3 de julio de 2010, y en su mensaje de Adoración Divina a la convención de GYC el 1 de enero de 2011. En el sermón de Wilson en el Concilio Anual de 2014, declaró: "El tiempo en esta Tierra es corto. El tiempo de gracia se cerrará pronto. La preparación para ver a Dios cara a cara mediante el arrepentimiento y el abandono del pecado debe hacerse ahora. El Conflicto de los Siglos, página 425, explica que: 'Aquellos que vivan sobre la Tierra cuando la intercesión de Cristo cese en el santuario de arriba, deben estar delante de un Dios santo sin un mediador. Sus vestiduras deben estar impecables, su carácter debe ser purificado del pecado. por la sangre rociada. Por la gracia de Dios y su propio esfuerzo diligente, deben ser vencedores en la batalla contra el mal. ' Sin embargo, no malinterprete esta cita y piense ni por un minuto que no necesita a Cristo y que por sus propias obras obtendrá la salvación. Los adventistas del séptimo día creen que solo a través de la gracia y la justicia de Cristo tenemos la vida eterna. Cuando finalice el tiempo de gracia, la obra de mediación habrá terminado. Su carácter será establecido y su destino eternamente decidido. Es por eso que todos los días necesitamos ser revividos y reformados a través de nuestro estudio de la Biblia y la conexión de oración con Cristo. Debemos recibir Su todo -que abarca la justicia mediante la justificación y la santificación, ya que cada día, mediante su poder, nos parecemos más y más a él ".